# Kratinos
Kratinos, född omkring 510 f. kr., död 423 f. kr., var en grekisk komediförfattare, verksam i Aten.
Kratinos förefaller ha varit den "gamla komediens" Aischylos, som gav denna konstart dess typiska gestaltning. Hans yngre medtävlare Aristofanes prisade Kratinos lätthet att finna anslående schlagermelodier och hans våldsamma komiska och satiriska kraft, "en vårflod som ryckte upp med roten ekar och fiender". Aristofanes beskyllning att den gamle poeten numer var "en drinkare med sprucken lyra och vissen krans" lär ha inspirerat Kratinos sista sceniska triumf, "Buteljen" (423 f. Kr.), som skildrar Fru Comedias och Fröken Buteljs tvekamp om hans själ. Endast fragment av pjäsen är bevarade.